# Хруставки
Хруставки — страва, що являє собою хрусткі коржі залиті сливовим соком, що поширена в с. Андрушівка, Вінницької області. В навколишніх населених пунктах таку страву не готують.
"Хруставки" —  це також народна назва солодкого сорту слив, що є головним елементом однойменної страви .

## Рецепт хруставок
Інгредієнти
Для 2 коржів
• 500 грамів борошна пшеничного (3 склянки)
• 1 яйце куряче
• 100 грамів олії соняшникової 
• 150 грамів кефіру
•  5 грамів розпушувача  
• дві дрібки солі
Для поливи
• 1 кілограм слив
• 50 грамів цукру  
• 50 грамів води
Приготування
Борошно просіяти, додати розпушувач, склянку теплого кефіру, яйце і розмішати тісто.
Потроху додавати олію, тісто має бути м'яким.  
На розігріту сковорідку з олією викласти половину тіста та підсмажити з двох сторін. Це має бути корж, з грубою скоринкою та пухкий всередині.
Зі слив витягнути кісточки та викласти в посудину, додати цукор та 40 грамів води, проварити до 10 хвилин, щоб випарувати зайву вологу.
Смажені коржі ламають руками на невеликі шматки, заливають сливами. Струшують кілька разів, щоб сливи рівномірно розподілились між коржами.